# Максвел Џенкинс
Максвел Џенкинс (рођен 3. маја 2005) је амерички глумац који је познат по својим улогама у серијама Прељуба и Осмо чуло. У 2016, био је у улози Рајана Џенсена у филму Породични човек. У 2018, глумио је Вила Робинсона у Нетфликсовој серији Изгубљени у свемиру, римејку истоимене серије из 1965. године.

## Детињство
Џенкинс је син Џефа Џенкинса, бившег "ринглинг" кловна и Џули Гринберг. Они су заједно основали циркус у Чикагу чији зарађени новац се даје за побољшање паркова у којима се циркус одржава. Џенкинс је почео да изводи у циркусу у трећој години. Изводио је акробације као што су ходање по жици и жонглирање. Такође је свирао и мандолину.
Џенкинс је започео своју глумачку каријеру са осам година у серији Прељуба у 2013. години.

## Филмографија
| Година    | Назив серије                       | Улога        | Напомене |
| --------- | ---------------------------------- | ------------ | --- |
| 2013-2014 | Прељуба                            | Оливер       | стална улога; 12 епизода                                                                                     |
| 2015      | Осмо чуло                          | Млади Вил    | стална улога; 8 епизода                                                                                      |
| 2015      | Морнарички истражитељи: Њу Орлеанс | Рајан Григс  | епизода: Пристајем                                                                                           |
| 2015      | Чикаго у пламену                   | Џеј Џеј      | специјални гост; 2 епизоде                                                                                   |
| 2018-2021 | Изгубљени у свемиру                | Вил Робинсон | главна улога; 20 епизода номинација - награда Сатурн за Најбољу споредну мушку улогу у стриминг презентацији |

| Година | Назив филма     | Улога        | Напомене        |
| ------ | --------------- | ------------ | --------------- |
| 2016   | Породични човек | Рајан Џенсен |                 |
| 2020   | Добри Џо Бел    | Џосеф Бел    | пост-продукција |